# 阿米爾汗製作
阿米爾·罕製片有限公司（英語：Aamir Khan Productions Ptv. Ltd.），在2001年由著名印度演員阿米爾·罕創立，也就是由《印度往事》開始。
現時業務則是經營製片和製作電影及電視等，B. Shrinivas Rao是製片總監，而第二任妻子Kiran Rao也是製片總監，而她們聯合製作則有《地球上的星星》，以及《家愛天下》。
除此之外，它們還拍攝《三個人在新德里》等。

## 連結
- AKPFilms.com
- 互联网电影数据库上阿米爾汗製作的资料（英文）